# Ивацуки (княжество)

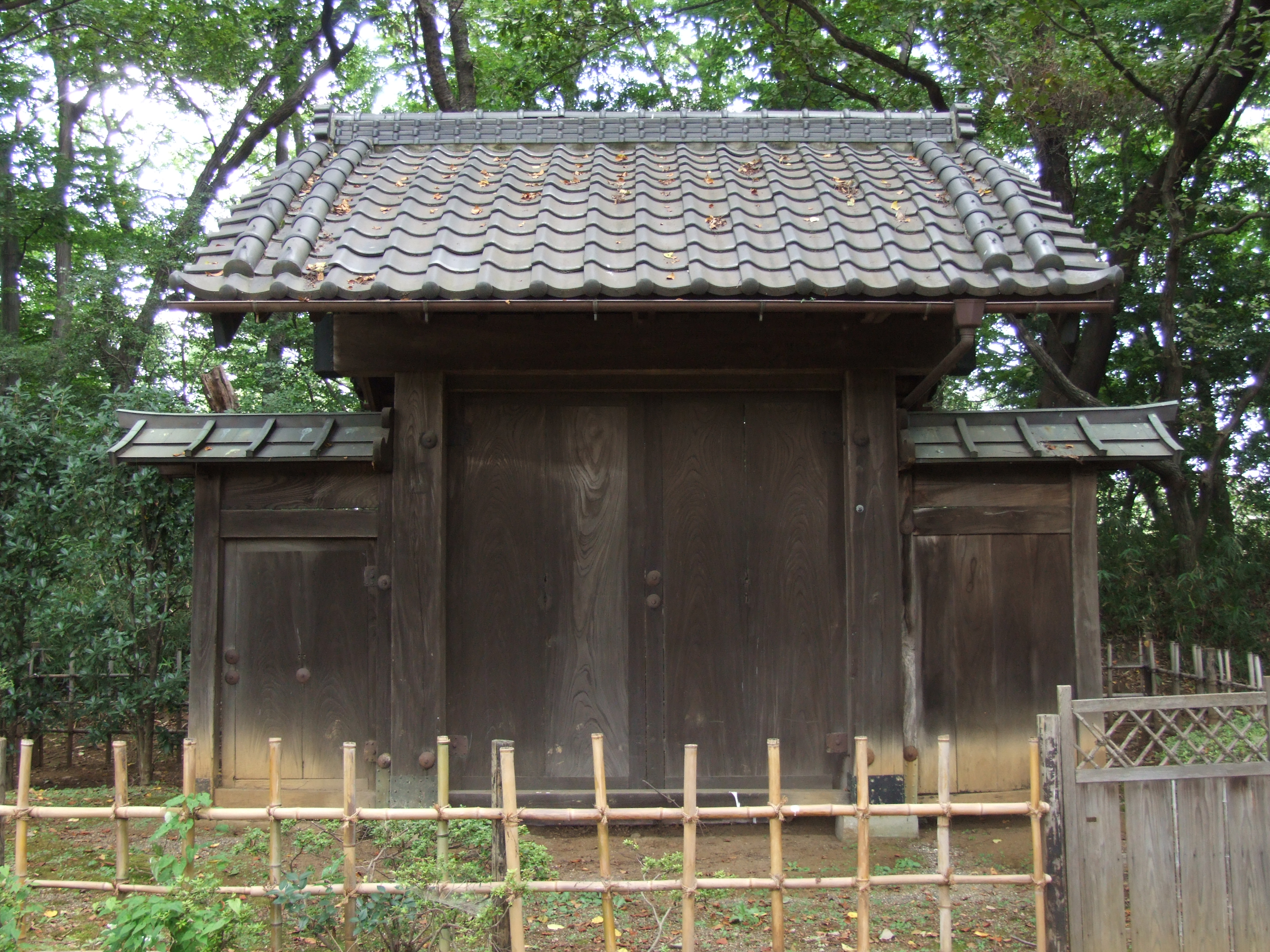
Задние ворота в замке Ивацуки

Княжество Ивацуки (яп. 岩槻藩 Ивацуки-хан) — феодальное княжество (хан) в Японии периода Эдо (1590—1871), в провинции Мусаси региона Токайдо на острове Хонсю (часть современной префектуры Сайтама).

## Краткая история
Административный центр княжества: замок Ивацуки в провинции Мусаси.
Доход хана:
- 1590—1616 годы — 20 000 коку риса
- 1620—1623 годы — 55 000 коку
- 1623—1681 годы — от 45 до 115 000 коку риса
- 1681—1682 годы — 60 000 коку
- 1682—1686 годы — 51 000 коку риса
- 1686—1697 годы — 48 000 коку
- 1697—1710 годы — 50 000 коку риса
- 1711—1756 годы — 33 000 коку
- 1756—1869 годы — 20-23 000 коку риса

Первым правителем Ивацуки-хана (провинция Мусаси) стал в 1590 году Корики Киёнага (1530—1608), вассал Токугава Иэясу. В 1600 году ему наследовал внук Корики Тадафуса (1584—1656), сын Корики Масанага (1558—1599). В 1616 году Корики Тадафуса получил земельный надел Хамамацу (провинция Тотоми).
В 1620 году Ивацуки-хан с доходом 55 000 коку получил во владение Аояма Тадатоси (1578—1643), бывший даймё Эдосаки-хана. В 1623 году он был переведен в Отаки-хан (провинция Кадзуса). В том же году правителем Ивацуки-хана был назначен Абэ Масацугу (1569—1647), который ранее являлся правителем княжества Одавара. Потомки Абэ Масацугу правили в хане до 1681 года.
В 1681—1682 годах княжеством Ивацуки управлял Итакура Сигэтанэ (1641—1705), переведенный туда из Курасуяма-хана (провинция Симоцукэ). В 1682 году Итакура Сигэтанэ получил во владение Сакаки-хан (провинция Синано).
В 1682 году Ивацуки-хан был передан Тода Тадамаса (1632—1699), бывший правитель Томиока-хана. В 1686 году его перевели в Сакура-хан (провинция Симоса). В 1686—1697 годах княжеством управлял Мацудайра Тадатика (1661—1728), ранее правивший в Камеяма-хане (провинция Тамба). В 1697 году он получил во владение домен Идзуси в провинции Тадзима.
В 1697 году княжество Ивацуки получил во владение Огасавара Нагасигэ (1650—1732), который ранее правил в Ёсида-хане (провинция Микава). В 1710 году Нагасигэ передал власть своему второму сыну Нагахиро (1690—1752). В следующем 1711 году Огасавара Нагахиро был переведен из Ивацуки-хана в княжество Какэгава (провинция Тотоми).
В 1711 году Ивацуки-хан получил в управление Нагаи Наохиро (1664—1711), правивший ранее в Иияма-хане (провинция Синано). В том же году после смерти Наохиро ему наследовал сын Наохира (1697—1714). В 1714 году третьим даймё Ивацуки-хана стал Нагаи Наонобу (1698—1763), младший брат и преемник Наохира. В 1756 году Нагаи Наонобу был переведен в Кано-хан (провинция Мино).
С 1756 по 1871 год в княжестве Ивацуки правил род Оока. Первым правителем стал Оока Тадамицу (1709—1760), переведенный туда из Кацуура-хана (провинция Кадзуса). 8-й (последний) даймё Ивацуки-хана Оока Тадацура (1847—1920), правивший в 1866—1869 годах, во время Войны Босин находился на стороне императорского правительства против сёгуната Токугава, затем был назначен пэром и виконтом (сисяку).
Ивацуки-хан был ликвидирован в 1871 году.

## Правители княжества
- Род Корики, 1590—1616 (фудай-даймё)

| № | Имя             | Имя      | Годы правления | Годы жизни  | Примечания                                          |
| - | --------------- | -------- | -------------- | ----------- | --------------------------------------------------- |
| 1 | Корики Киёнага  | 高力清長 | 1590 — 1600    | 1530 — 1608 | Старший сын Кориги Ясунага                          |
| 2 | Корики Тадафуса | 高力忠房 | 1600 — 1616    | 1584 — 1656 | Сын Корики Масанага, внук и преемник Корики Киёнага |

- Род Аояма, 1620—1623 (фудай-даймё)

| № | Имя            | Имя      | Годы правления | Годы жизни  | Примечания                                               |
| - | -------------- | -------- | -------------- | ----------- | -------------------------------------------------------- |
| 1 | Аояма Тадатоси | 青山忠俊 | 1620 — 1623    | 1578 — 1643 | Второй сын и преемник Аояма Таданари, даймё Эдосаки-хана |

- Род Абэ, 1623—1681 (фудай-даймё)

| № | Имя          | Имя       | Годы правления | Годы жизни  | Примечания                                   |
| - | ------------ | --------- | -------------- | ----------- | -------------------------------------------- |
| 1 | Абэ Масацугу | 阿部 正次 | 1623 — 1638    | 1569 — 1647 | Старший сын Абэ Масакацу, даймё Итихара-хана |
| 2 | Абэ Сигэцугу | 阿部重次  | 1638 — 1651    | 1598 — 1651 | Второй сын и преемник Абэ Масацугу           |
| 3 | Абэ Садатака | 阿部定高  | 1651 — 1659    | 1635 — 1659 | Старший сын Абэ Сигэцугу                     |
| 4 | Абэ Масахару | 阿部正春  | 1659 — 1671    | 1637 — 1716 | Второй сын Абэ Сигэцугу                      |
| 5 | Абэ Масакуни | 阿部正邦  | 1671 — 1681    | 1658 — 1715 | Второй сын Абэ Садатака                      |

- Род Итакура, 1681—1682 (фудай-даймё)

| № | Имя              | Имя      | Годы правления | Годы жизни  | Примечания                                            |
| - | ---------------- | -------- | -------------- | ----------- | ----------------------------------------------------- |
| 1 | Итакура Сигэтанэ | 板倉重種 | 1681 — 1682    | 1641 — 1705 | Сын и преемник Итакура Сигэнори, даймё Карасуяма-хана |

- Род Тода, 1682—1686 (фудай-даймё)

| № | Имя           | Имя      | Годы правления | Годы жизни  | Примечания                                                              |
| - | ------------- | -------- | -------------- | ----------- | ----------------------------------------------------------------------- |
| 1 | Тода Тадамаса | 戸田忠昌 | 1681 — 1682    | 1632 — 1699 | Старший сын Тода Тадацугу, приемный сын Тода Тадаёси, даймё Тахара-хана |

- Род Мацудайра (ветвь Фудзии, 1686—1697 (фудай-даймё)

| № | Имя                | Имя      | Годы правления | Годы жизни  | Примечания                                                                                            |
| - | ------------------ | -------- | -------------- | ----------- | --- |
| 1 | Мацудайра Тадатика | 松平忠周 | 1686 — 1697    | 1661 — 1728 | Младший сын Мацудайры Тадахару, даймё Камэяма-хана, усыновлён своим старшим братом Мацудайрой Тадааки |

- Род Огасавара, 1697—1711 (фудай-даймё)

| № | Имя                | Имя        | Годы правления | Годы жизни  | Примечания                                                 |
| - | ------------------ | ---------- | -------------- | ----------- | ---------------------------------------------------------- |
| 1 | Огасавара Нагасигэ | 小笠原長重 | 1697 — 1710    | 1650 — 1732 | Второй сын и преемник Огасавара Наганори, даймё Ёсида-хана |
| 2 | Огасавара Нагахиро | 小笠原長煕 | 1710 — 1711    | 1690 — 1752 | Второй сын Огасавара Нагасигэ                              |

- Род Нагаи, 1711—1756 (фудай-даймё)

| № | Имя           | Имя       | Годы правления | Годы жизни  | Примечания                                                      |
| - | ------------- | --------- | -------------- | ----------- | --------------------------------------------------------------- |
| 1 | Нагаи Наохиро | 永井 直敬 | 1711           | 1664 — 1711 | Второй сын Нагаи Наоцунэ, сосидая Киото                         |
| 2 | Нагаи Наохира | 永井尚平  | 1711 — 1714    | 1697 — 1714 | Второй сын и преемник Нагаи Наохиро                             |
| 3 | Нагаи Наонобу | 永井直陳  | 1714 — 1756    | 1698 — 1763 | Сын Нагаи Наохиро, усыновлён своим старшим братом Нагаи Наохира |

- Род Оока, 1756—1871 (фудай-даймё)

| № | Имя           | Имя      | Годы правления | Годы жизни  | Примечания                                                                       |
| - | ------------- | -------- | -------------- | ----------- | -------------------------------------------------------------------------------- |
| 1 | Оока Тадамицу | 大岡忠光 | 1756 — 1760    | 1709 — 1760 | Старший сын хатамото Оока Тадатоси                                               |
| 2 | Оока Тадаёси  | 大岡忠喜 | 1760 — 1782    | 1737 — 1806 | Старший сын и преемник Оока Тадамицу                                             |
| 3 | Оока Тадатоси | 大岡忠要 | 1782 — 1786    | 1767 — 1786 | Старший сын Оока Тадаёси                                                         |
| 4 | Оока Тадаясу  | 大岡忠烈 | 1786 — 1797    | 1767 — 1845 | Второй сын Оока Тадаёси, усыновлён своим старшим братом Ооки Тадатоси            |
| 5 | Оока Тадамаса | 大岡忠正 | 1797 — 1816    | 1781 — 1816 | Третий сын Кано Хисанори, даймё Хатта-хана, усыновлён Оока Тадаясу               |
| 6 | Оока Тадатака | 大岡忠固 | 1816 — 1852    | 1794 — 1852 | Пятый сын Кано Хисанори, даймё Хатта-хана, усыновлён своим братом Ооока Тадамаса |
| 7 | Оока Тадаюки  | 大岡忠恕 | 1852 — 1866    | 1822 — 1880 | Третий сын и преемник Оока Тадатака                                              |
| 8 | Оока Тадацура | 大岡忠貫 | 1866 — 1869    | 1847 — 1920 | Старший сын и преемник Оока Тадаюки                                              |